# Batistia annulipes
Batistia annulipes — вид грибів монотипового роду родини Batistiaceae. Класифіковано у 1958 році.

## Класифікація
До роду Batistia відносять 1 вид:
- Batistia annulipes